# 1997 en basket-ball
Chronologie du basket-ball
1996 en basket-ball - 1997 en basket-ball - 1998 en basket-ball
Les faits marquants de l'année 1997 en basket-ball

## Avril
- 10 avril, Euroligue féminine : le CJM Bourges (France) remporte l'Euroligue en battant le BTV Wuppertal (Allemagne) en finale, 71-72.
- 20 avril : le CJM Bourges enlève le titre de champion de France féminin pour la troisième fois consécutivement.
- 24 avril, Euroligue : l'Olympiakos Le Pirée (Grèce) bat le FC Barcelone (Espagne) en finale, 73-58.

## Mai
- 15 mai : à la surprise générale, le PSG Racing est champion de France masculin.

## Juin
- 6 juin : début en Hongrie du Championnat d'Europe féminin.
- 13 juin, NBA : les Chicago Bulls remportent le titre NBA face au Utah Jazz
- 15 juin : la Lituanie est Championne d'Europe. L'argent pour la Slovaquie, bronze pour l'Allemagne
- 25 juin : le Français Olivier Saint-Jean (qui prend plus tard le nom de Tariq Abdul-Wahad) est drafté par les Sacramento Kings en 11e position.

## Récapitulatifs des principaux vainqueurs de compétitions 1996-1997

### Masculins
| Europe - Allemagne : ALBA Berlin - British BL : London Towers - Belgique : Spirou Basket Club - Croatie : Cibona Zagreb - Espagne : FC Barcelone - Euroligue : Olympiakos Le Pirée - France : PSG Racing - Grèce : Olympiakos Le Pirée - Finlande : ToPo Helsinki - Israël : Maccabi Tel-Aviv - Italie : Benetton Trévise - Coupe Korać : Aris Salonique - Lituanie : Žalgiris Kaunas - Lettonie : ASK Broceni Rīga - Pologne : Pruszków - Portugal : - - Eurocoupe : Real Madrid - Russie : CSKA Moscou - République tchèque : BK Opava - Slovaquie : Slovakfarma Pezinok - Suède : Plannja Basket Luleå - Suisse : Fribourg Olympic - Turquie : Efes Pilsen Istanbul - Ukraine : Budivelnyk Kiev | Amériques - Argentine : Boca Juniors - Brésil : Franca BC - CBA : Oklahoma City Cavalry - Liga Sudamericana : Atenas de Córdoba - NBA : Chicago Bulls - NCAA : Arizona - Venezuela : Guaiqueríes de Margarita | Afrique, Asie, Océanie - NBL Australie : Melbourne Tigers - Maroc : Maghreb de Fès - NBL Nouvelle-Zélande : Auckland Stars |

### Féminines
| Europe - Allemagne : BTV Wuppertal - Ligue baltique : Laisvė Kaunas - Belgique : BCSS Namur - Chypre : AEL Limassol - Espagne : Pool Getafe - Euroligue : Bourges - France : Bourges - Hongrie : - - Italie : Côme - Lituanie : - - Lettonie : RTU Klondaika - Pologne : ŁKS Łódź - République tchèque : - - Coupe Ronchetti : CSKA Moscou - Russie : - - Slovaquie : SCP Ružomberok - Turquie :- | Amériques - ABL : Columbus Quest - Argentine : - - Brésil : - - Canada : - - NCAA : Tennessee - WNBA : Comets de Houston | Afrique, Asie, Océanie - WKBL-été : - WKBL-hiver : |

## Juillet
- 6 juillet : la Yougoslavie est championne d'Europe en s'imposant en finale 61-49 face à l'Italie.

## Novembre
- 11 novembre : Tariq Abdul-Wahad devient le premier Français à jouer en NBA lors du match Sacramento Kings - Miami Heat. En dix minutes Tariq Abdul-Wahad inscrit 2 points.

## Naissances
- 6 décembre : Sabrina Ionescu, joueuse américaine.